# Chinatown (métro de Los Angeles)
Pour les articles homonymes, voir Chinatown.
Chinatown est une station du métro de Los Angeles desservie par les rames de la ligne A et située dans le quartier du même nom en Californie.

## Localisation
Station aérienne du métro de Los Angeles, Chinatown est située sur la ligne A à l'intersection de North Spring Street et de West College Street dans le quartier Chinatown, au nord du centre-ville de Los Angeles.

## Histoire
Chinatown est mise en service le 26 juillet 2003.

## Service

### Accueil

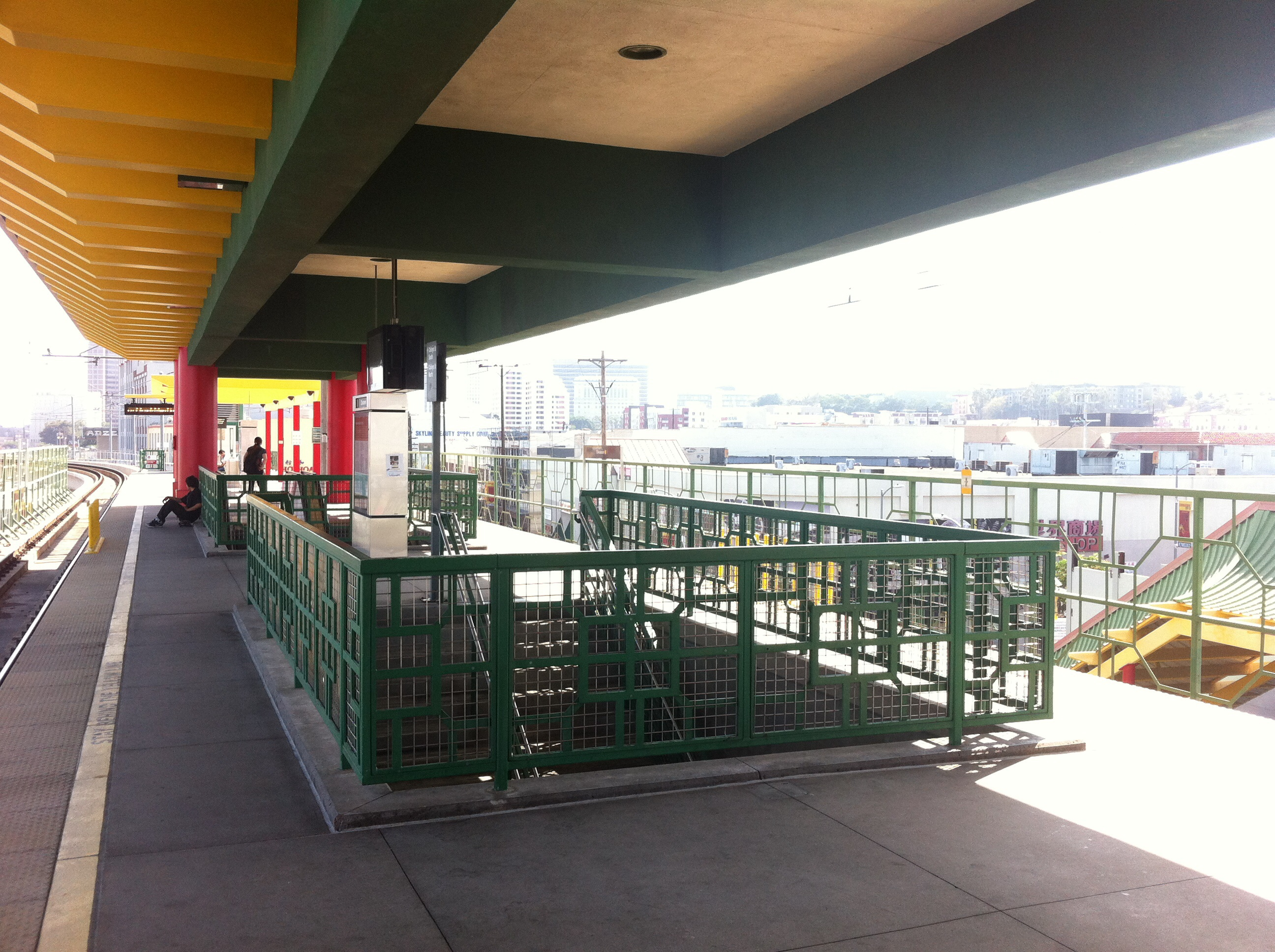
Plateforme de la station.
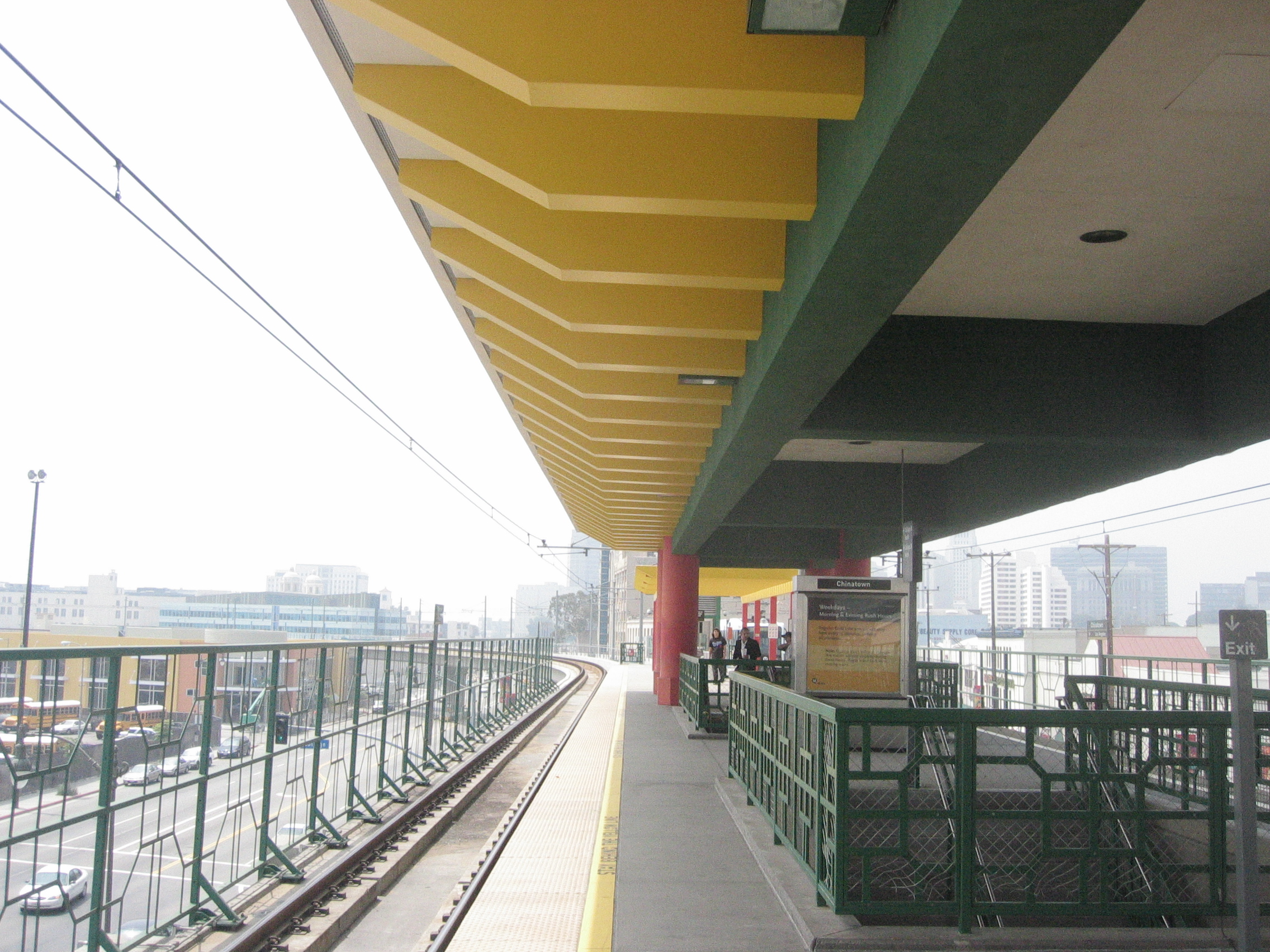
La station Chinatown.
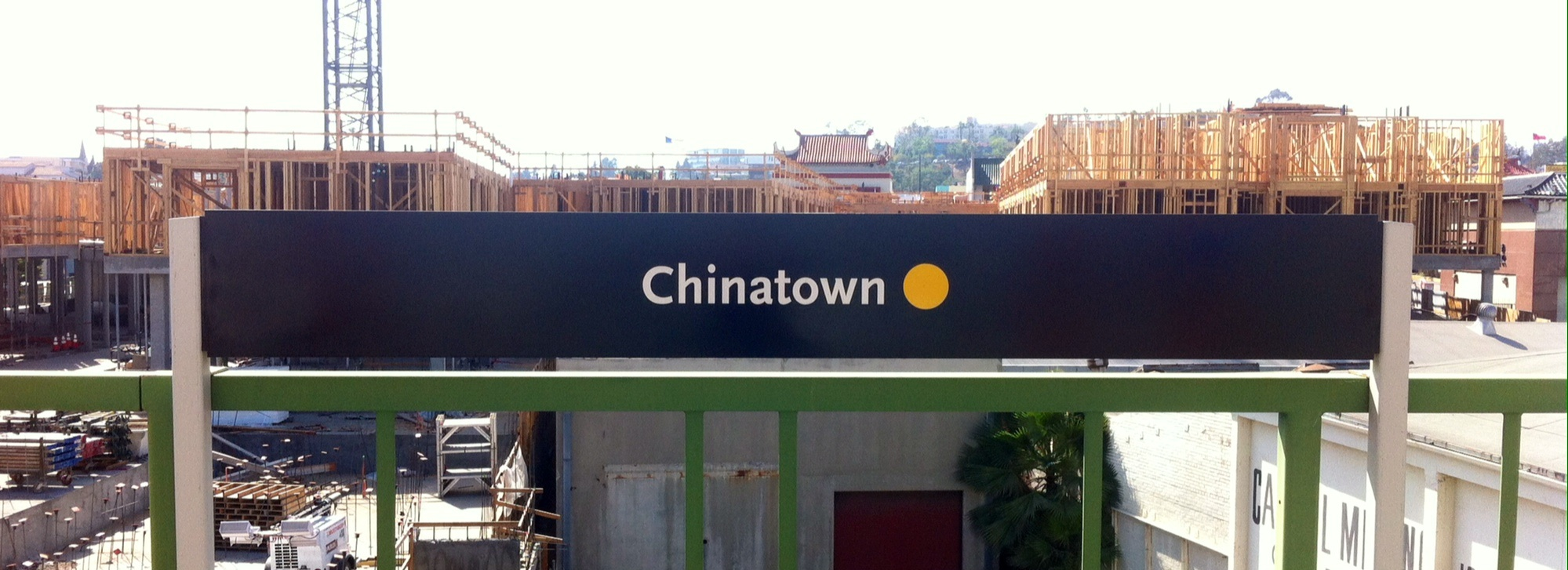
Signalétique.

### Desserte
Chinatown dessert notamment : le Chinese Historical Society of Southern California (en), le Dodger Stadium et le parc historique d'État de Los Angeles.

### Intermodalité
La station est desservie par la ligne d'autobus 76 de Metro, les lignes 409 et 419 de LADOT Commuter Express (en) et la ligne 799 de Santa Clarita Transit (en).

## Architecture et œuvres d'art

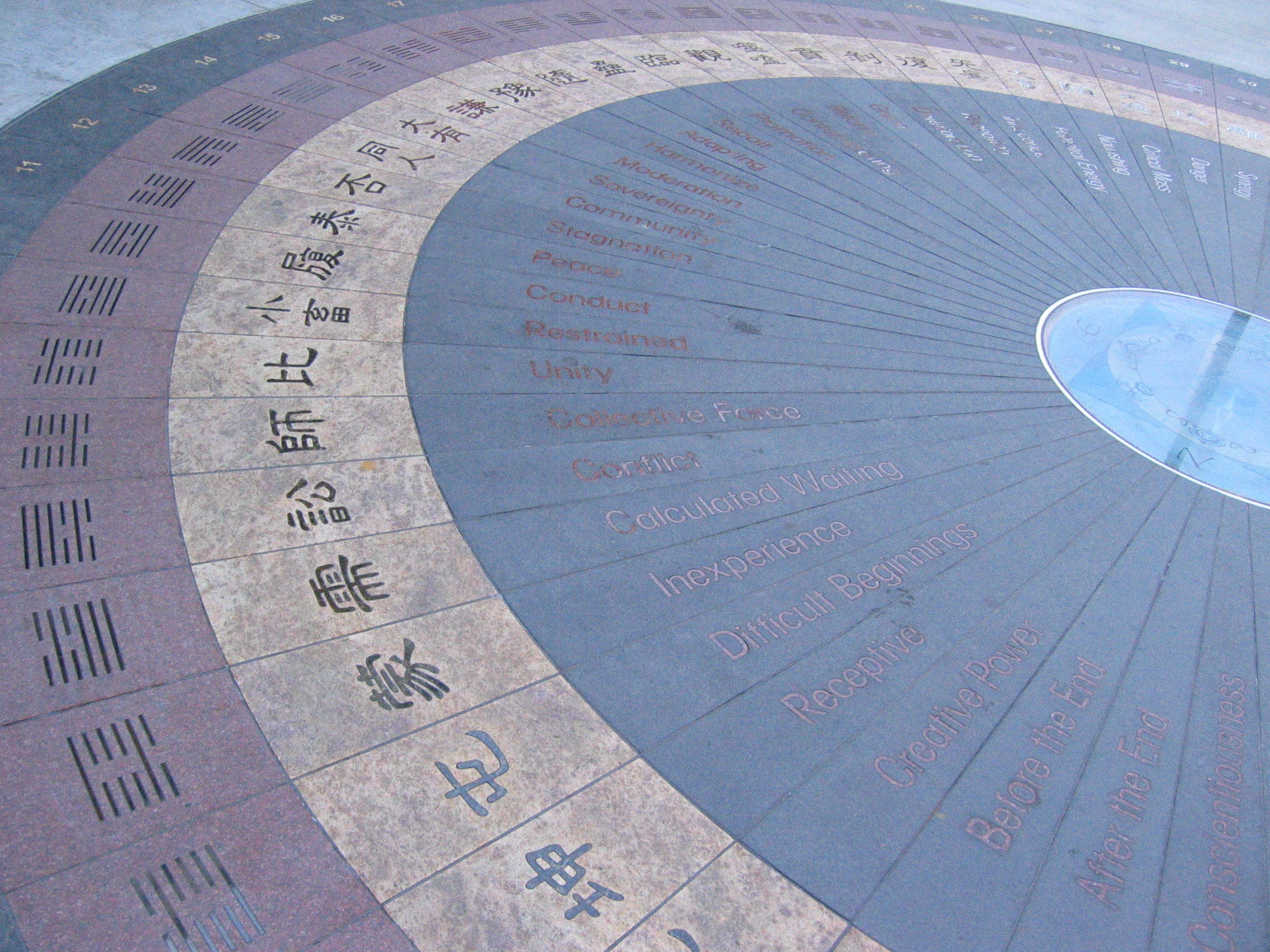
Vue de The Wheels of Change.

La station Chinatown abrite, comme de nombreuses autres stations du métro de Los Angeles, une œuvre d'art publique. L'œuvre, dénommée The Wheels of Change, est ici signée par l'artiste Chusien Chang.